# لويس جوليان ديمرز
لويس جوليان ديمرز هو سياسي كندي، ولد في 9 ديسمبر 1848 في ليفيس في كندا، وتوفي في 29 أبريل 1905. نشط حزبياً في الحزب الليبرالي الكندي. وقد انتخب عضو مجلس العموم الكندي.